# الكلية الحربية (اليمن)
الكلية الحربية اليمنية هي كلية عسكرية تعليمية يمنية، تم تأسيسها رسميا عام 1962، وتتبع وزارة الدفاع اليمنية.

## التاريخ
تعد الكلية الحربية من أقدم الكليات العسكرية في اليمن. ومرت الكلية الحربية منذ عام 1919 بعدة مراحل مختلفة لتأسيسها. في عام 1919 تم افتتاح مكتب الحربية بعد خروج الأتراك من اليمن ودخول الإمام يحيى حميد الدين صنعاء وكانت الدراسة فيه بدائية باللغة التركية. بعد توقف التدريس في المكتب لمدة أربع سنوات تم افتتاح المدرسة الحربية عام 1940 لتكون بديلا عن مكتب الحربية، وكانت الدراسة في تلك المرحلة أفضل من سابقتها. لكن بعد فشل ثورة الدستورعام 1948 تم إغلاق المدرسة، وفي عام 1957 تم إعادة فتح المدرسة الحربية، قبل أن يتم إغلاقها مجددا عام 1960 بسبب محاولة الاغتيال التي تعرض لها الإمام أحمد بن يحيى حميد الدين في الحديدة. بعد قيام ثورة 26 سبتمبر تم افتتاح الكلية الحربية رسمياً في أول مايو من عام 1963 في صنعاء وكانت أول منشأة تعليمية عسكرية في اليمن.

## أهداف الكلية
بموجب قرار رئيس الجمهوري رقم 35 لعام 1991 الخاص بإعادة تنظيم الكليات العسكرية اليمنية تعتبر الكلية الحربية والكلية البحرية وكلية الطيران والدفاع الجوي كليات عسكرية تتبع وزارة الدفاع وتهدف إلى إعداد وتخريج ضباط تتوفر فيهم الكفاءة والمؤهلات التكتيكية والفنية والعلمية والعسكرية للخدمة كضباط في الوحدات الفرعية الصغرى في القوات المسلحة اليمنية. وقد تخرج من الكلية أكثر من 45 دفعة من العسكريين اليمنيين منذ تأسيس الكلية.